# Hair Raiser
Hair Raiser (Kantonees: 動感快車) is een attractie in het Hongkonse attractiepark Ocean Park Hong Kong, die geopend werd op 8 december 2011. Het is een stalen vloerloze achtbaan die is ingebed in het thema van een kermis en werd gebouwd door Bolliger & Mabillard.

## Beschrijving

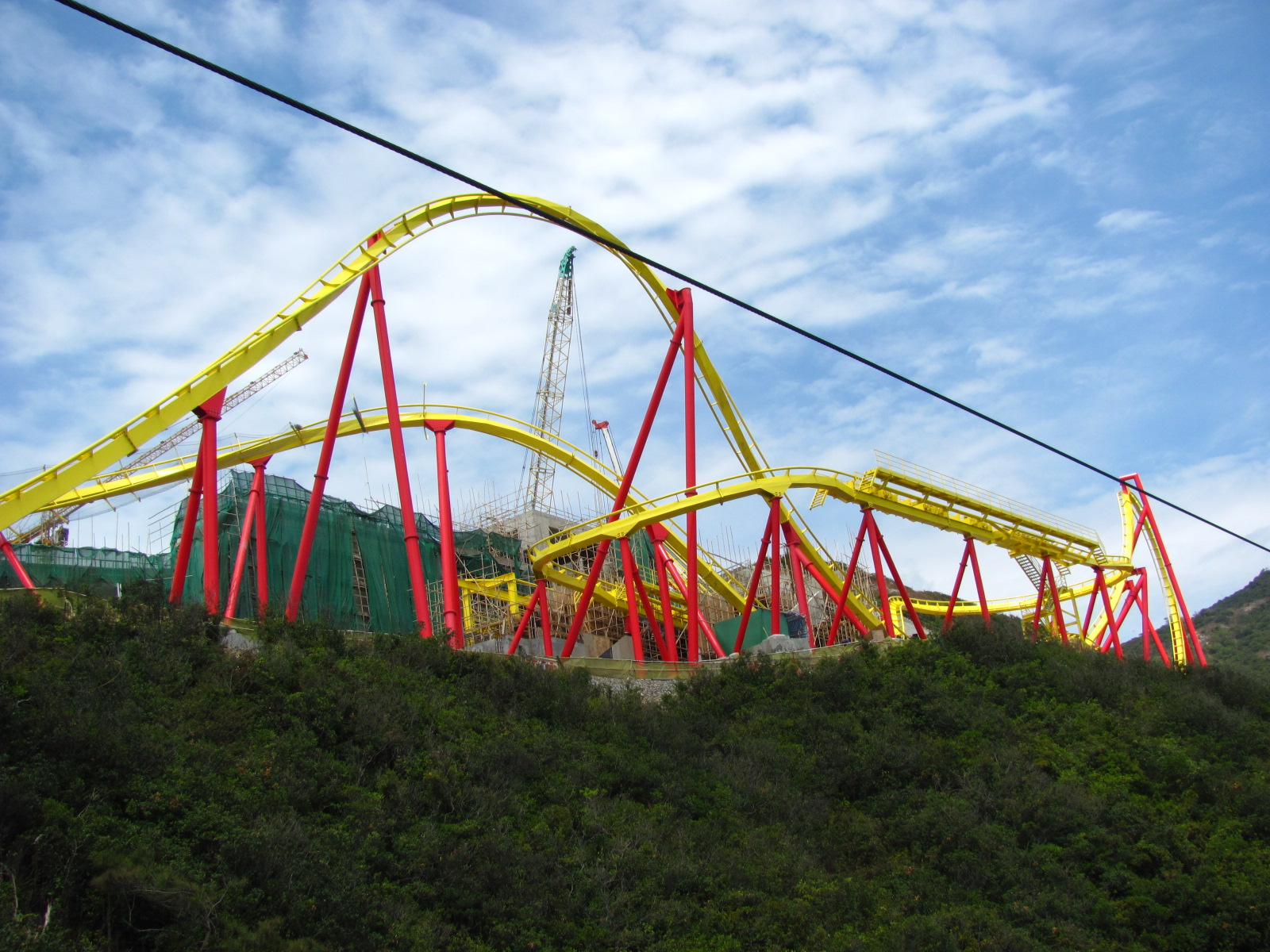
De attractie in aanbouw

Gasten betreden de attractie via de wachtrij, die vrijwel geheel overdekt is met beschutting. Nadat de wachtrij middels een trap het stationsgebouw in is gelopen, kunnen gasten de treinen betreden.
Nadat de trein het station heeft verlaten, volgt deze een flauwe bocht naar links. Dan volgt een optakeling, gevolgd door een scherpe bocht naar links en de eerste afdaling. De trein rijdt dan een looping in, om vervolgens met een scherpe bocht naar links in een dive loop te komen. Na een camelback volgt een zero-gravity roll, direct gevolgd door een Immelmann. Na enkele bochten schiet de trein vervolgens in de remmen te schieten. Na een tweede serie rijdt de trein tot slot het station weer in.
Gasten kunnen de attractie verlaten via de uitgang.